# Spaced Invaders
„Spaced Invaders“ е американска научнофантастична комедия от 1990 г. на режисьора Патрик Рийд Джонсън, и участват Дъглас Бар, Роял Дано и Ариана Ричардс.